# Ben Schwartz
Benjamin Schwartz (Nova Iorque, 15 de setembro de 1981) é um ator, dublador, comediante, escritor, diretor e produtor americano, conhecido por interpretar o personagem Sonic the Hedgehog nos filmes em live-action.

## Filmografia

### Televisão
| Ano       | Título                        | Papel                   | Nota                     |
| --------- | ----------------------------- | ----------------------- | ------------------------ |
| 2009–2015 | Parks and Recreation          | Jean-Ralphio Saperstein |                          |
| 2012-2015 | Randy Cunningham: Ninja Total | Randy Cunningham        | Protagonista; voz        |
| 2017      | Modern Family                 | Nick                    | Episódio 22, temporada 9 |
| 2020      | Sonic - O Filme               | Sonic                   | Voz                      |
| 2022      | Sonic 2 - O Filme             | Sonic                   | Voz                      |
| 2023      | Renfield                      | Teddy Lobo              |                          |